# Anthracoidea buxbaumii
Anthracoidea buxbaumii är en svampart som beskrevs av Kukkonen 1963. Anthracoidea buxbaumii ingår i släktet Anthracoidea och familjen Anthracoideaceae.   Inga underarter finns listade i Catalogue of Life.